# Santa Isabel do Rio Negro
Santa Isabel do Rio Negro is een gemeente in de Braziliaanse deelstaat Amazonas. De gemeente telt 18.506 inwoners (schatting 2009).

## Geografie
Net onder de grens met Venezuela ligt de hoogste berg van Brazilië de Pico da Neblina (2.995 m) en de tweede berg Pico 31 de Março (2.974 m), beide in het berggebied van Serra do Imeri.

## Aangrenzende gemeenten
De gemeente grenst aan Barcelos, Japurá, Maraã en São Gabriel da Cachoeira.

### Landsgrens
En met als landsgrens aan de gemeente Río Negro in de staat Amazonas met het buurland Venezuela.